# Klub Literacko-Artystyczny w Bydgoszczy
Klub Literacko-Artystyczny – założony przez Zygmunta Felczaka i Mariana Turwida w maju 1945 roku w Bydgoszczy w budynku przy ulicy Gdańskiej 20. 
Zrzeszał ludzi sztuki i kultury z całego Pomorza, zanim powstały artystyczne związki zawodowe i towarzystwa kulturalne, prowadził zadania wynikające z konieczności budowania fundamentalnych dla bydgoskiej kultury instytucji, tworzenia pism, współpracy z wydawnictwami, a także w celu budowania środowiska artystycznego. Z jego inicjatywy w Bydgoszczy powstał oddział Spółdzielni Wydawniczej "Czytelnik", a także czasopismo Arkona oraz Pomorski Dom Sztuki. Klub korzystał początkowo z dużych dotacji państwa, odbudował dzięki temu gmach siedziby, w której znajdowało się centrum szeroko pojętego życia kulturalnego i artystycznego w Bydgoszczy w latach 1945-1956. O rozmachu organizacyjnym Klubu świadczy fakt, że w 1946 roku w Pomorskim Domu Sztuki odbyło się: 50 koncertów, 50 odczytów i prelekcji, 6 wystaw plastycznych, kilkadziesiąt wieczorów dyskusyjnych i spotkań. W Pomorskim Domu Sztuki ulokowano – pod patronatem Klubu Literacko-Artystycznego – także Filharmonię Pomorską (do czasu wybudowania własnego gmachu przy ulicy Libelta), Państwowe Liceum Technik Plastycznych oraz państwowe Ognisko Kultury Plastycznej. Po śmierci wicewojewody pomorskiego i publicysty Zygmunta Felczaka (1946) Klubem Artystyczno-Literackim kierował Marian Turwid i A. Kowalkowski.